# Relações Exteriores da Iugoslávia

Mapa da Iugoslávia de 1945 a 1992

As Relações Exteriores da Iugoslávia eram as relações internacionais do Reino da Iugoslávia entreguerras e da República Federal Socialista da Iugoslávia da Guerra Fria. Durante a sua existência, o país foi membro fundador de numerosas organizações multilaterais, incluindo a Organização das Nações Unidas, o Movimento Não Alinhado, o Fundo Monetário Internacional, o Grupo dos 77, o Grupo dos 15, a Iniciativa Centro-Europeia e a União Europeia de Radiodifusão.

## História

### Reino da Iugoslávia
O Reino da Iugoslávia, governado pela Dinastia Karađorđević, foi formado em 1918 pela fusão do Estado provisório dos Eslovenos, Croatas e Sérvios (ele próprio formado a partir de territórios da antiga Áustria-Hungria, abrangendo a Bósnia e Herzegovina e a maior parte da Croácia e Eslovênia) e Banato, Bačka e Baranja (que faziam parte do Reino da Hungria dentro da Áustria-Hungria) com o anteriormente independente Reino da Sérvia. No mesmo ano, o Reino de Montenegro também proclamou a sua unificação com a Sérvia, enquanto as regiões do Kosovo e Macedônia do Vardar tinham-se tornado partes da Sérvia antes da unificação.  O primeiro país do mundo a reconhecer oficialmente o novo estado foram os Estados Unidos.  Após a criação da Iugoslávia, o estado recém-formado era um estado de status quo na Europa que se opunha aos estados revisionistas.  Nesta situação, o país fez parte proeminente da Pequena Entente e do primeiro Pacto dos Balcãs. A adesão da Iugoslávia ao Pacto Tripartite resultou no golpe de estado iugoslavo e, finalmente, na invasão da Iugoslávia.

### Segunda Guerra Mundial
Durante a Segunda Guerra Mundial na Iugoslávia, o país foi formalmente representado pelo governo iugoslavo no exílio, enquanto os guerrilheiros iugoslavos liderados por Josip Broz Tito ganharam progressivamente o apoio dos Aliados. Ao mesmo tempo, o Conselho Antifascista para a Libertação Nacional da Iugoslávia desafiou a autoridade do governo no exílio e, entre outras questões, propôs uma revisão das obrigações legais internacionais do país com o objetivo de anulação ou renegociação.  A nova política externa baseou-se nas posições de política externa pré-guerra e da era da guerra do Partido Comunista da Iugoslávia, que incluíam apoio à União Soviética, República Soviética da Baviera, República Soviética Húngara, apoio iugoslavo à República Espanhola, rejeição do Anschluss e apoio vocal à independência da Checoslováquia após o Acordo de Munique.  O novo Conselho Executivo Federal socialista de Josip Broz Tito foi formado em 7 de março de 1945, reconhecido pelo Reino Unido em 20 de março de 1945, e pela União Soviética e pelos Estados Unidos uma semana depois. 

### Iugoslávia Socialista

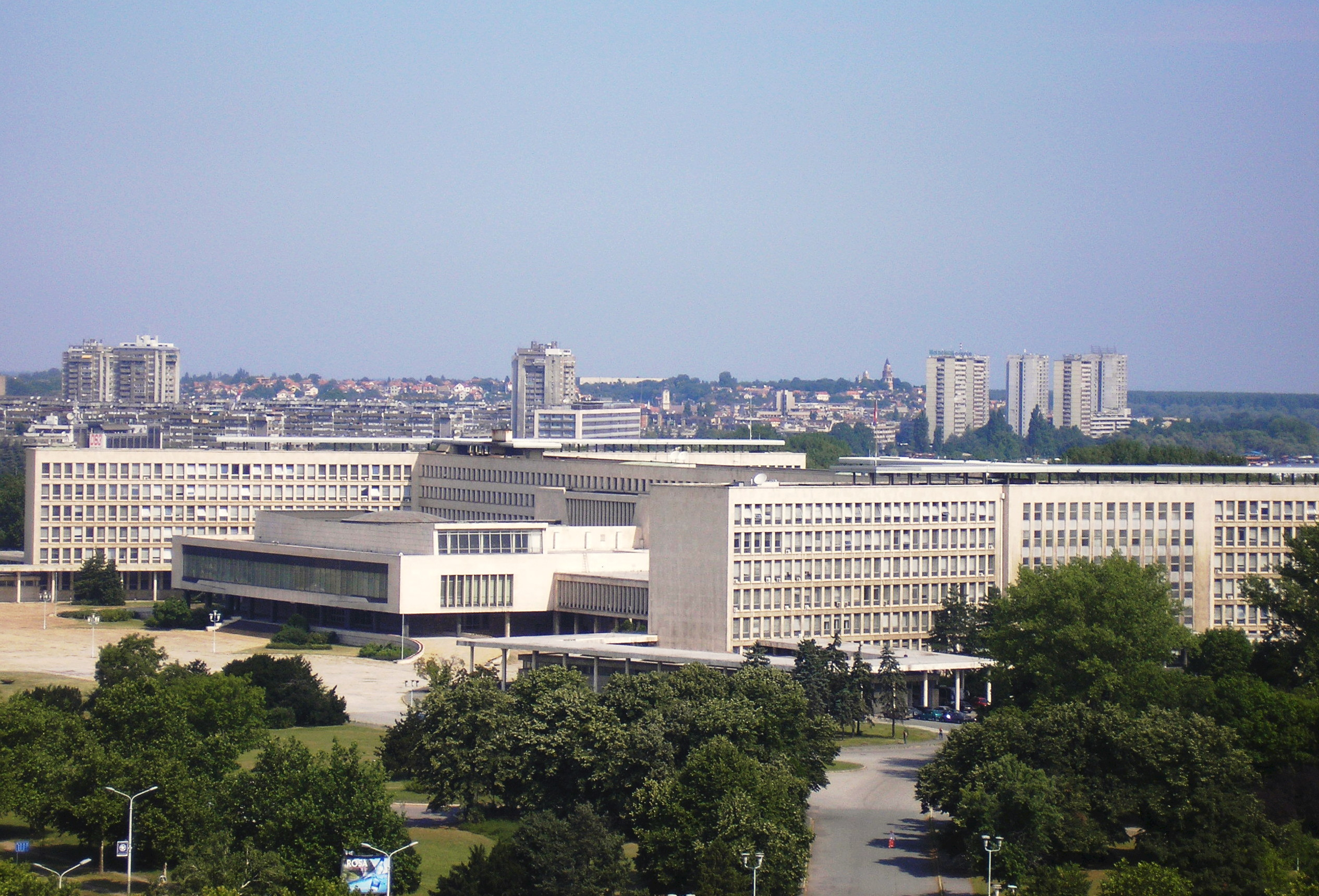
Edifício do Conselho Executivo Federal em Nova Belgrado

Durante os primeiros anos do pós-guerra, o novo estado iugoslavo esteve estreitamente alinhado com a União Soviética e envolvido na disputa pelo Território Livre de Trieste e na Guerra Civil Grega. Em maio de 1945, 4.650 refugiados gregos, a maioria membros masculinos da ELAS, estabeleceram-se na aldeia de Maglić com a ajuda do governo iugoslavo. De 1945 a 1948, foi um caso sui generis de jurisdição extraterritorial grega.  Este período terminou abruptamente em 1948, após a Ruptura Tito-Stalin.
A Iugoslávia inicialmente buscou o desenvolvimento de relações entre estados europeus neutros fora do bloco como forma de evitar o isolamento e preservar certo nível de independência sem alienar as grandes potências. Neste período a Iugoslávia aderiu ao Segundo Pacto dos Balcãs. Belgrado, no entanto, percebeu que numa Europa profundamente dividida havia um espaço de manobra cada vez menor para os países neutros e acompanhou com grande preocupação o desenvolvimento do que será chamado de processo de finlandização. Em 1956, a Declaração de Belgrado pôs fim ao período de dependência significativa do Bloco Ocidental. A Declaração garantiu a não interferência nos assuntos internos da Iugoslávia e legitimou o direito a diferentes formas de desenvolvimento socialista em diferentes países.  Embora a declaração não tenha conseguido alcançar uma aproximação duradoura entre os dois países (resultado da ansiedade jugoslava sobre a Revolução Húngara de 1956), teve um efeito no desligamento da Jugoslávia do Pacto dos Balcãs com os estados membros da OTAN, a Turquia e a Grécia. 
Posteriormente, a Iugoslávia descobriu novos aliados entre ex-colônias e territórios sob mandato fora da Europa.  A Iugoslávia apoiou o Egito durante a Crise de Suez. A Iugoslávia desenvolveu as suas relações com a Índia a partir do período do seu mandato simultâneo no Conselho de Segurança da ONU, a partir do final de 1949.  A Iugoslávia foi um dos membros fundadores do Movimento Não Alinhado, o que permitiu a este país comparativamente pequeno e subdesenvolvido desempenhar um dos papéis diplomáticos mais proeminentes durante a Guerra Fria.
A crise iugoslava, que se transformou na dissolução do país e nas guerras iugoslavas, transformou-se numa das principais questões políticas e de segurança na primeira década após o fim da Guerra Fria.

#### Secretários Federais de Relações Exteriores
| Retrato | Nome            | Período                                         |
| ------- | --------------- | ----------------------------------------------- |
|         | Stanoje Simić   | 1º de fevereiro de 1946 – 31 de agosto de 1948  |
|         | Edvard Kardelj  | 31 de agosto de 1948 – 15 de janeiro de 1953    |
|         | Koča Popović    | 15 de janeiro de 1953 – 23 de abril de 1965     |
|         | Marko Nikezić   | 23 de abril de 1965 – 25 de dezembro de 1968    |
|         | Mirko Tepavac   | 25 de abril de 1969 – 1º de novembro de 1972    |
|         | Miloš Minić     | 16 de dezembro de 1972 – 17 de maio de 1978     |
|         | Josip Vrhovec   | 17 de maio de 1978 – 17 de maio de 1982         |
|         | Lazar Mojsov    | 17 de maio de 1982 – 15 de maio de 1984         |
|         | Raif Dizdarević | 15 de maio de 1984 – 30 de dezembro de 1987     |
|         | Budimir Lončar  | 31 de dezembro de 1987 – 12 de dezembro de 1991 |

## Relações bilaterais

### África
| País                           | Independência                                   | Início                                                               | Notas                                                                                 |
| ------------------------------ | ----------------------------------------------- | -------------------------------------------------------------------- | ------------------------------------------------------------------------------------- |
| Argélia                        | 5 de julho de 1962                              | 2 de julho de 1962                                                   | Ver artigo principal: Relações entre Argélia e Iugoslávia                             |
| Angola                         | 11 de novembro de 1975                          | 1975                                                                 | Ver artigo principal: Relações entre Angola e Iugoslávia                              |
| Benim                          | 1 de agosto de 1960                             | 1962                                                                 |                                                                                       |
| Botsuana                       | 30 de setembro de 1966                          | 1970                                                                 |                                                                                       |
| Burkina Faso                   | 5 de agosto de 1960                             | 1968                                                                 |                                                                                       |
| Burundi                        | 1 de juhlo de 1962                              | 1962                                                                 | Ver artigo principal: Relações entre Burundi e Iugoslávia                             |
| Camarões                       | 1 de janeiro de 1960                            | 1960                                                                 |                                                                                       |
| Cabo Verde                     | 5 de julho de 1975                              | 1975                                                                 | Ver artigo principal: Relações entre Cabo Verde e Iugoslávia                          |
| República Centro-Africana      | 13 de agosto de 1960                            | 1960                                                                 |                                                                                       |
| Chade                          | 11 de agosto de 1960                            | 1966                                                                 |                                                                                       |
| República Democrática do Congo | 30 de junho de 1960                             | 1961                                                                 | Ver artigo principal: Relações entre República Democrática do Congo e Iugoslávia      |
| República do Congo             | 15 de agosto de 1960                            | 1964                                                                 | Ver artigo principal: Relações entre República do Congo e Iugoslávia                  |
| Djibuti                        | 27 de junho de 1977                             | 1978                                                                 |                                                                                       |
| Egito                          | 28 de fevereiro de 1922                         | 1 de fevereiro de 1908 (continuação das relações do Reino da Sérvia) | Ver artigo principal: Relações entre Egito e Iugoslávia                               |
| Guiné Equatorial               | 12 de outubro de 1968                           | 1970                                                                 |                                                                                       |
| Etiópia                        | Nunca colonizado (ocupação italiana temporária) | 1952                                                                 | Ver artigo principal: Relações entre Etiópia e Iugoslávia                             |
| Gabão                          | 17 de agosto de 1960                            | 1960                                                                 | Ver artigo principal: Relações entre Gabão e Iugoslávia                               |
| Gâmbia                         | 18 de fevereiro de 1965                         | 1965                                                                 |                                                                                       |
| Gana                           | 6 de março de 1957                              | 1959                                                                 | Ver artigo principal: Relações entre Gana e Iugoslávia                                |
| Guiné                          | 2 de outubro de 1958                            | 1958                                                                 |                                                                                       |
| Guiné-Bissau                   | 10 de setembro de 1974                          | 1975                                                                 |                                                                                       |
| Costa do Marfim                | 7 de agosto de 1960                             | 1968                                                                 |                                                                                       |
| Quênia                         | 12/20 de dezembro de 1963                       | 1963                                                                 |                                                                                       |
| Lesoto                         | 4 de outubro de 1966                            | 1972                                                                 |                                                                                       |
| Libéria                        | 26 de julho de 1847                             | 1959                                                                 |                                                                                       |
| Líbia                          | 24 de dezembro de 1951                          | 1955                                                                 | Ver artigo principal: Relações entre Líbia e Iugoslávia                               |
| Madagascar                     | 26 de junho de 1960                             | 1960                                                                 |                                                                                       |
| Mali                           | 22 de setembro de 1960                          | 1961                                                                 |                                                                                       |
| Mauritânia                     | 28 de novembro de 1960                          | 1961                                                                 |                                                                                       |
| Marrocos                       | 2 de março de 1956                              | 2 de março de 1957                                                   | Ver artigo principal: Relações entre Marrocos e Iugoslávia                            |
| Maurícia                       | 12 de março de 1968                             | 1969                                                                 |                                                                                       |
| Moçambique                     | 25 de junho de 1975                             | 1975                                                                 |                                                                                       |
| Namíbia                        | 21 de março de 1990                             | 1990                                                                 |                                                                                       |
| Nigéria                        | 1 de outubro de 1960                            | 1960                                                                 | Ver artigo principal: Relações entre Nigéria e Iugoslávia                             |
| Ruanda                         | 1 de julho de 1962                              | 1971                                                                 |                                                                                       |
| Saara Ocidental                |                                                 | 28 de novembro de 1984                                               | Ver artigo principal: Relações entre República Árabe Saaraui Democrática e Iugoslávia |
| São Tomé e Príncipe            | 12 de juhlo de 1975                             | 1977                                                                 |                                                                                       |
| Seychelles                     | 29 de junho de 1976                             | 1977                                                                 | Ver artigo principal: Relações entre Seychelles e Iugoslávia                          |
| Senegal                        | 20 de agosto de 1960                            | 1961                                                                 |                                                                                       |
| Serra Leoa                     | 27 de abril de 1961                             | 1961                                                                 | Ver artigo principal: Relações entre Serra Leoa e Iugoslávia                          |
| Somália                        | 1 de julho de 1960                              | 1960                                                                 |                                                                                       |
| Sudão                          | 1 de janeiro de 1956                            | 1956                                                                 | Ver artigo principal: Relações entre Sudão e Iugoslávia                               |
| Suazilândia                    | 6 de setembro de 1968                           | 1968                                                                 |                                                                                       |
| Tanzânia                       | 1961, 26 de abril de 1964 (unificação)          | 1961                                                                 | Ver artigo principal: Relações entre Tanzânia e Iugoslávia                            |
| Togo                           | 27 de abril de 1960                             | 1960                                                                 |                                                                                       |
| Tunísia                        | 20 de março de 1956                             | 1957                                                                 | Ver artigo principal: Relações entre Tunísia e Iugoslávia                             |
| Uganda                         | 9 de outubro de 1962                            | 1963                                                                 | Ver artigo principal: Relações entre Uganda e Iugoslávia                              |
| Zâmbia                         | 24 de outubro de 1964                           | 1964                                                                 | Ver artigo principal: Relações entre Zâmbia e Iugoslávia                              |
| Zimbabwe                       | 18 de abril de 1980                             | 1980                                                                 | Ver artigo principal: Relações entre Zimbabwe e Iugoslávia                            |

### Américas
| País                 | Início                                                                | Notas |
| -------------------- | --------------------------------------------------------------------- | --- |
| Argentina            | 29 de fevereiro de 1928                                               | Ver artigo principal: Relações entre Argentina e Iugoslávia |
| Bahamas              |                                                                       | Ver artigo principal: Relações entre Bahamas e Iugoslávia |
| Barbados             |                                                                       | Ver artigo principal: Relações entre Barbados e Iugoslávia |
| Bolívia              | 1952                                                                  | Ver artigo principal: Relações entre Bolívia e Iugoslávia |
| Brasil               | 1938                                                                  | Ver artigo principal: Relações entre Brasil e Iugoslávia |
| Canadá               | 9 de fevereiro de 1942                                                | Ver artigo principal: Relações entre Canadá e Iugoslávia |
| Chile                | 1935                                                                  | Ver artigo principal: Relações entre Chile e Iugoslávia |
| Colômbia             | 1966                                                                  | Ver artigo principal: Relações entre Colômbia e Iugoslávia |
| Costa Rica           | 1952                                                                  | Ver artigo principal: Relações entre Costa Rica e Iugoslávia |
| Cuba                 | 1943                                                                  | Ver artigo principal: Relações entre Cuba e Iugoslávia |
| Dominica             |                                                                       | Ver artigo principal: Relações entre Dominica e Iugoslávia |
| República Dominicana | 1 de março de 1912 (continuação das relações do Reino da Sérvia)      | Ver artigo principal: Relações entre República Dominicana e Iugoslávia |
| Equador              | 1956                                                                  | Ver artigo principal: Relações entre Equador e Iugoslávia |
| El Salvador          | 1956                                                                  | Ver artigo principal: Relações entre El Salvador e Iugoslávia |
| Granada              | 29 de junho de 1978                                                   | Ver artigo principal: Relações entre Granada e Iugoslávia |
| Guatemala            | 1882 (continuação das relações do Reino da Sérvia)                    | Ver artigo principal: Relações entre Guatemala e Iugoslávia |
| Guiana               | 5 de novembro de 1968                                                 | Ver artigo principal: Relações entre Guiana e Iugoslávia |
| Haiti                | 1956                                                                  | Ver artigo principal: Relações entre Haiti e Iugoslávia |
| Honduras             | 1904 (continuação das relações do Reino da Sérvia)                    | Ver artigo principal: Relações entre Honduras e Iugoslávia |
| Jamaica              | Outubro de 1968                                                       | Ver artigo principal: Relações entre Jamaica e Iugoslávia |
| México               | 24 de maio de 1946                                                    | Ver artigo principal: Relações entre México e Iugoslávia |
| Nicarágua            | 23 de fevereiro de 1904 (continuação das relações do Reino da Sérvia) | Ver artigo principal: Relações entre Nicarágua e Iugoslávia |
| Panamá               | 1953                                                                  | Ver artigo principal: Relações entre Panamá e Iugoslávia |
| Paraguai             | 1950                                                                  | Ver artigo principal: Relações entre Paraguai e Iugoslávia |
| Peru                 | 1942                                                                  | Ambos os países estabeleceram relações diplomáticas em outubro de 1942 e as renovaram em 1968. Uma embaixada foi aberta em Belgrado naquele mesmo ano, com a chegada do primeiro embaixador peruano em 1969. |
| Suriname             | 9 de julho de 1976                                                    | Ver artigo principal: Relações entre Suriname e Iugoslávia |
| Trinidad e Tobago    | 1965                                                                  | Ver artigo principal: Relações entre Trinidad e Tobago e Iugoslávia |
| Uruguai              | 1950                                                                  | Ver artigo principal: Relações entre Uruguai e Iugoslávia |
| Estados Unidos       |                                                                       | Ver artigo principal: Relações entre Estados Unidos e Iugoslávia |
| Venezuela            | 1951                                                                  | Ver artigo principal: Relações entre Venezuela e Iugoslávia |

### Ásia-Pacífico
| País            | Início                 | Notas                                                                |
| --------------- | ---------------------- | -------------------------------------------------------------------- |
| Afeganistão     | 30 de dezembro de 1954 | Ver artigo principal: Relações entre Afeganistão e Iugoslávia        |
| Austrália       | 1966                   | Ver artigo principal: Relações entre Austrália e Iugoslávia          |
| Bangladesh      | 20 de novembro de 1956 | Ver artigo principal: Relações entre Bangladesh e Iugoslávia         |
| Birmânia        | 29 de dezembro de 1950 | Ver artigo principal: Relações entre Birmânia e Iugoslávia           |
| Camboja         | 15 de julho de 1956    | Ver artigo principal: Relações entre Camboja e Iugoslávia            |
| China           | 2 de janeiro de 1955   | Ver artigo principal: Relações entre China e Iugoslávia              |
| Fiji            | 1976                   | Ver artigo principal: Relações entre Fiji e Iugoslávia               |
| Índia           | 5 de dezembro de 1948  | Ver artigo principal: Relações entre Índia e Iugoslávia              |
| Indonésia       | 1954                   | Ver artigo principal: Relações entre Indonésia e Iugoslávia          |
| Irã             | 1945                   | Ver artigo principal: Relações entre Irã e Iugoslávia                |
| Iraque          | 1958                   | Ver artigo principal: Relações entre Iraque e Iugoslávia             |
| Israel          | 19 de maio de 1948     | Ver artigo principal: Relações entre Israel e Iugoslávia             |
| Japão           |                        | Ver artigo principal: Relações entre Japão e Iugoslávia              |
| Jordânia        | 1951                   | Ver artigo principal: Relações entre Jordânia e Iugoslávia           |
| Kuwait          | 7 de maio de 1963      | Ver artigo principal: Relações entre Kuwait e Iugoslávia             |
| Laos            | 25 de novembro de 1962 | Ver artigo principal: Relações entre Laos e Iugoslávia               |
| Líbano          | 1946                   | Ver artigo principal: Relações entre Líbano e Iugoslávia             |
| Malásia         | 1967                   | Ver artigo principal: Relações entre Malásia e Iugoslávia            |
| Maldivas        |                        | Ver artigo principal: Relações entre Maldivas e Iugoslávia           |
| Mongólia        | 20 de novembro de 1956 | Ver artigo principal: Relações entre Mongólia e Iugoslávia           |
| Nepal           | 7 de outubro de 1959   | Ver artigo principal: Relações entre Nepal e Iugoslávia              |
| Nova Zelândia   | 1951                   | Ver artigo principal: Relações entre Nova Zelândia e Iugoslávia      |
| Coreia do Norte | 30 de outubro de 1948  | Ver artigo principal: Relações entre Coreia do Norte e Iugoslávia    |
| Omã             | 1974                   | Ver artigo principal: Relações entre Omã e Iugoslávia                |
| Palestina       | 1989                   | Ver artigo principal: Relações entre Palestina e Iugoslávia          |
| Paquistão       | 18 de maio de 1948     | Ver artigo principal: Relações entre Paquistão e Iugoslávia          |
| Filipinas       | 1972                   | Ver artigo principal: Relações entre Filipinas e Iugoslávia          |
| Arábia Saudita  | N/a                    | A Arábia Saudita e a Iugoslávia não mantinham relações diplomáticas. |
| Singapura       | 22 de agosto de 1967   | Ver artigo principal: Relações entre Singapura e Iugoslávia          |
| Coreia do Sul   | 27 de dezembro de 1982 | Ver artigo principal: Relações entre Coreia do Sul e Iugoslávia      |
| Sri Lanka       | 14 de outubro de 1957  | Ver artigo principal: Relações entre Sri Lanka e Iugoslávia          |
| Síria           | 1946                   | Ver artigo principal: Relações entre Síria e Iugoslávia              |
| Tailândia       | 1954                   | Ver artigo principal: Relações entre Tailândia e Iugoslávia          |
| Turquia         |                        | Ver artigo principal: Relações entre Turquia e Iugoslávia            |
| Vietnã          | 10 de março de 1957    | Ver artigo principal: Relações entre Vietnã e Iugoslávia             |
| Iêmen           | 1957                   | Ver artigo principal: Relações entre Iêmen e Iugoslávia              |

### Europa
| País              | Início                                                              | Notas                                                               |
| ----------------- | ------------------------------------------------------------------- | ------------------------------------------------------------------- |
| Albânia           |                                                                     | Ver artigo principal: Relações entre Albânia e Iugoslávia           |
| Áustria           |                                                                     | Ver artigo principal: Relações entre Áustria e Iugoslávia           |
| Bélgica           |                                                                     | Ver artigo principal: Relações entre Bélgica e Iugoslávia           |
| Bulgária          |                                                                     | Ver artigo principal: Relações entre Bulgária e Iugoslávia          |
| Chipre            | 10 de julho de 1960                                                 | Ver artigo principal: Relações entre Chipre e Iugoslávia            |
| Tchecoslováquia   | 1918                                                                | Ver artigo principal: Relações entre Tchecoslováquia e Iugoslávia   |
| Dinamarca         | 1917 (continuação das relações do Reino da Sérvia)                  | Ver artigo principal: Relações entre Dinamarca e Iugoslávia         |
| Estônia           |                                                                     | Ver artigo principal: Relações entre Estônia e Iugoslávia           |
| Finlândia         | 1928                                                                | Ver artigo principal: Relações entre Finlândia e Iugoslávia         |
| França            |                                                                     | Ver artigo principal: Relações entre França e Iugoslávia            |
| Alemanha          |                                                                     | Ver artigo principal: Relações entre Alemanha e Iugoslávia          |
| Alemanha Oriental | 15 de outubro de 1957                                               | Ver artigo principal: Relações entre Alemanha Oriental e Iugoslávia |
| Grécia            |                                                                     | Ver artigo principal: Relações entre Grécia e Iugoslávia            |
| Vaticano          | 1920                                                                | Ver artigo principal: Relações entre Iugoslávia e Santa Sé          |
| Hungria           |                                                                     | Ver artigo principal: Relações entre Hungria e Iugoslávia           |
| Irlanda           | 1977                                                                | Ver artigo principal: Relações entre Irlanda e Iugoslávia           |
| Itália            |                                                                     | Ver artigo principal: Relações entre Itália e Iugoslávia            |
| Letônia           | 1917 (continuação das relações do Reino da Sérvia)                  | Ver artigo principal: Relações entre Letônia e Iugoslávia           |
| Lituânia          |                                                                     | Ver artigo principal: Relações entre Lituânia e Iugoslávia          |
| Luxemburgo        | 1927                                                                | Ver artigo principal: Relações entre Luxemburgo e Iugoslávia        |
| Malta             | 6 de janeiro de 1969                                                | Ver artigo principal: Relações entre Malta e Iugoslávia             |
| Países Baixos     |                                                                     | Ver artigo principal: Relações entre Países Baixos e Iugoslávia     |
| Noruega           | 26 de janeiro de 1919                                               | Ver artigo principal: Relações entre Noruega e Iugoslávia           |
| Polônia           |                                                                     | Ver artigo principal: Relações entre Polônia e Iugoslávia           |
| Portugal          | 19 de outubro de 1917 (continuação das relações do Reino da Sérvia) | Ver artigo principal: Relações entre Portugal e Iugoslávia          |
| Romênia           |                                                                     | Ver artigo principal: Relações entre Romênia e Iugoslávia           |
| União Soviética   | 19 de dezembro de 1945                                              | Ver artigo principal: Relações entre União Soviética e Iugoslávia   |
| Espanha           |                                                                     | Ver artigo principal: Relações entre Espanha e Iugoslávia           |
| Suécia            |                                                                     | Ver artigo principal: Relações entre Suécia e Iugoslávia            |
| Suiça             | 1919                                                                | Ver artigo principal: Relações entre Suíça e Iugoslávia             |
| Reino Unido       |                                                                     | Ver artigo principal: Relações entre Reino Unido e Iugoslávia       |